# Onocosmoecus unicolor
Onocosmoecus unicolor är en nattsländeart som först beskrevs av Banks 1897.  Onocosmoecus unicolor ingår i släktet Onocosmoecus och familjen husmasknattsländor. Inga underarter finns listade i Catalogue of Life.